# Incidente del DC-4 di Air Algérie del 1967
L'11 aprile 1967, un DC-4 stava effettuando un volo interno da Algeri a Tamanrasset con diversi scali intermedi quando, durante l'avvicinamento alla destinazione finale, scese troppo basso e colpì una montagna.

## L'aereo
7T-VAU era un Douglas DC-4 che volò per la prima volta nel 1943. Era alimentato da 4 motori a pistoni.

## Il volo e lo schianto
Durante l'avvicinamento notturno a Tamanrasset l'aereo scese troppo in basso e colpì il fianco di una montagna, 300 metri sotto la cima. Le forze dell'impatto e il conseguente incendio uccisero 35 delle 39 persone a bordo e ferirono gravemente i 4 sopravvissuti.